# Synoicum kuranui
Synoicum kuranui är en sjöpungsart som beskrevs av Brewin 1950. Synoicum kuranui ingår i släktet Synoicum och familjen klumpsjöpungar. Inga underarter finns listade i Catalogue of Life.